# خورشیدگرفتگی ۱۴ ژانویه ۱۹۶۴
خورشیدگرفتگی ۱۴ ژانویه ۱۹۶۴ (به انگلیسی: Solar eclipse of January 14, 1964) یک خورشیدگرفتگی از نوع خورشیدگرفتگی جزئی است. این خورشیدگرفتگی در تاریخ ۱۴ ژانویه ۱۹۶۴ میلادی (‎۲۴ دی ۱۳۴۲ خورشیدی) روی داد که زمان اوج آن، ساعت ۲۰:۳۰:۰۸ به‌وقت ساعت هماهنگ جهانی بوده‌است.